# Bowmar
Bowmar/ALI Inc war ein US-amerikanisches Unternehmen mit Sitz in Acton, Massachusetts.
Bowmar stellte 1971 den ersten in den USA erhältlichen Taschenrechner her (Bowmar 901B/„Bowmar Brain“, Maße: 131 × 77 × 37 mm). Der mit vier Funktionen und einem achtstelligen, roten LED-Display ausgestattete Taschenrechner wurde für 240 US-Dollar verkauft.
Angesichts des enormen Preisverfalls der Taschenrechner wurde 1974 entschieden, die bis dahin fremdbezogenen integrierten Schaltkreise selbst herzustellen. Der Preis verfiel aber noch weiter; Bowmar musste 1975 Insolvenz anmelden. Eine Weiterführung erschien unwirtschaftlich; Bowmar wurde 1976 geschlossen.